# ガリ (地形)

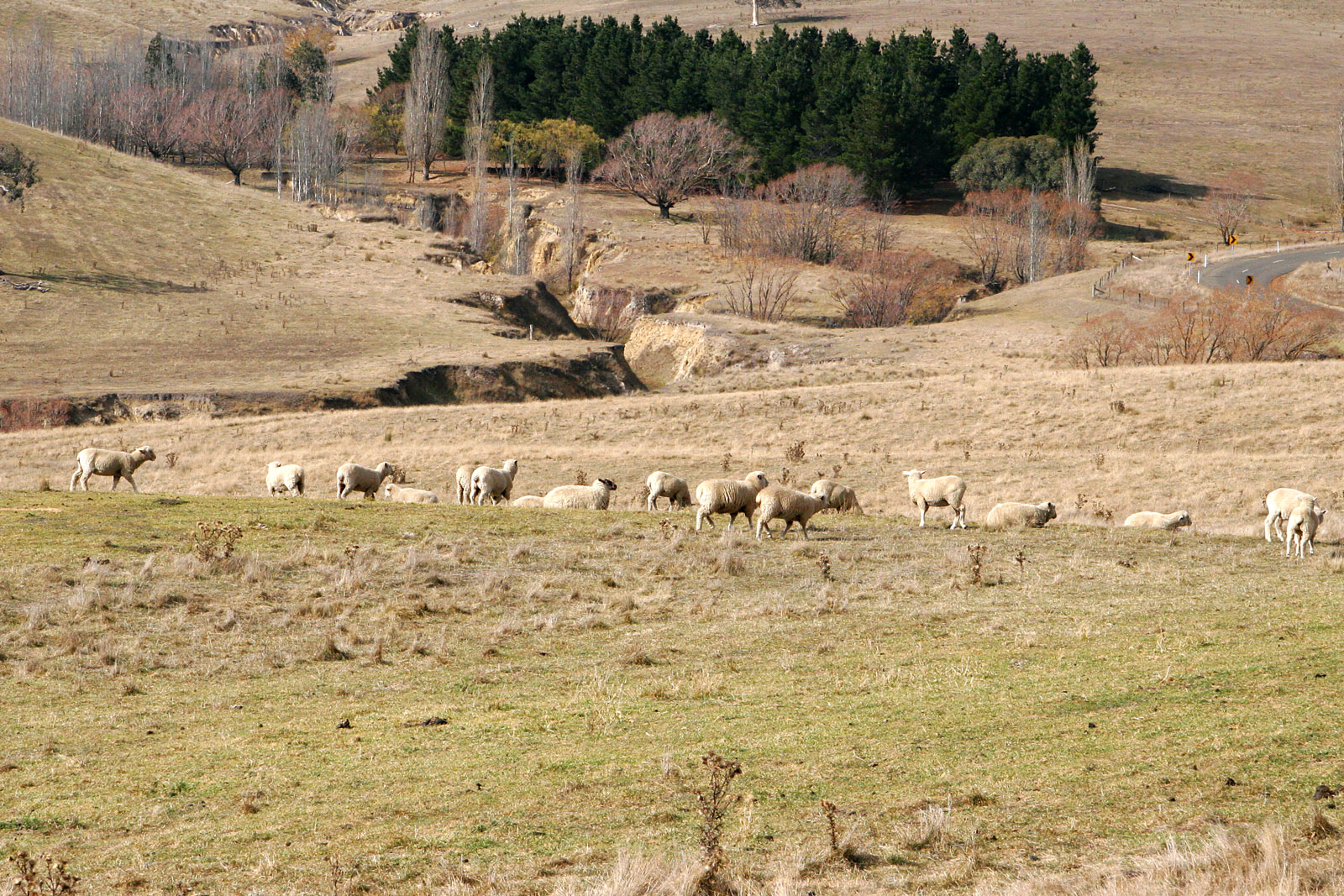
放牧地にできたガリ侵食。河道は蛇行している。

ガリあるいはガリー（gully）とは、降水による集約した水の流れによって地表面が削られてできた地形のこと。水に起因した侵食によってできた地形形状のひとつ。雨裂（うれつ）とも。
雨水あるいは雪解け水が集まって流れを作ると洗掘が始まり溝が作られる。降水の度に溝は洗掘され、沢状に発達した地形をガリといい、この作用をガリ侵食（gully erosion）という。このとき、細溝のことをリル（rill）といい、樹枝状に複数の細溝が発達している時によく用いられる。リルから発達したガリは地表面で地形として成長する。一方、初成的なリルは全てガリになる訳ではないが、環境によっては痕跡が残り、リルマークとして地層の底痕に認められることもある。

## 概要

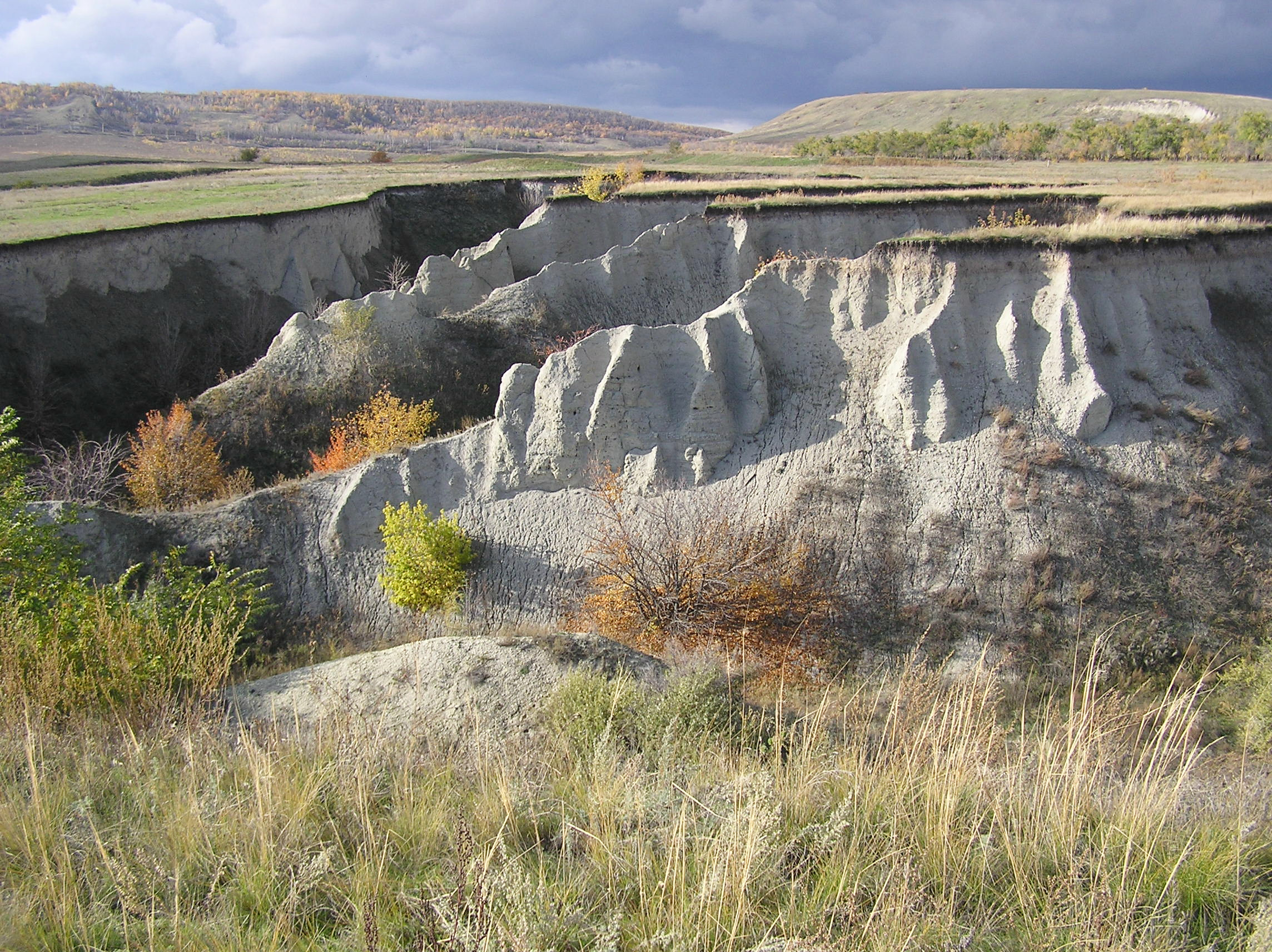
ガリ（ロシア）

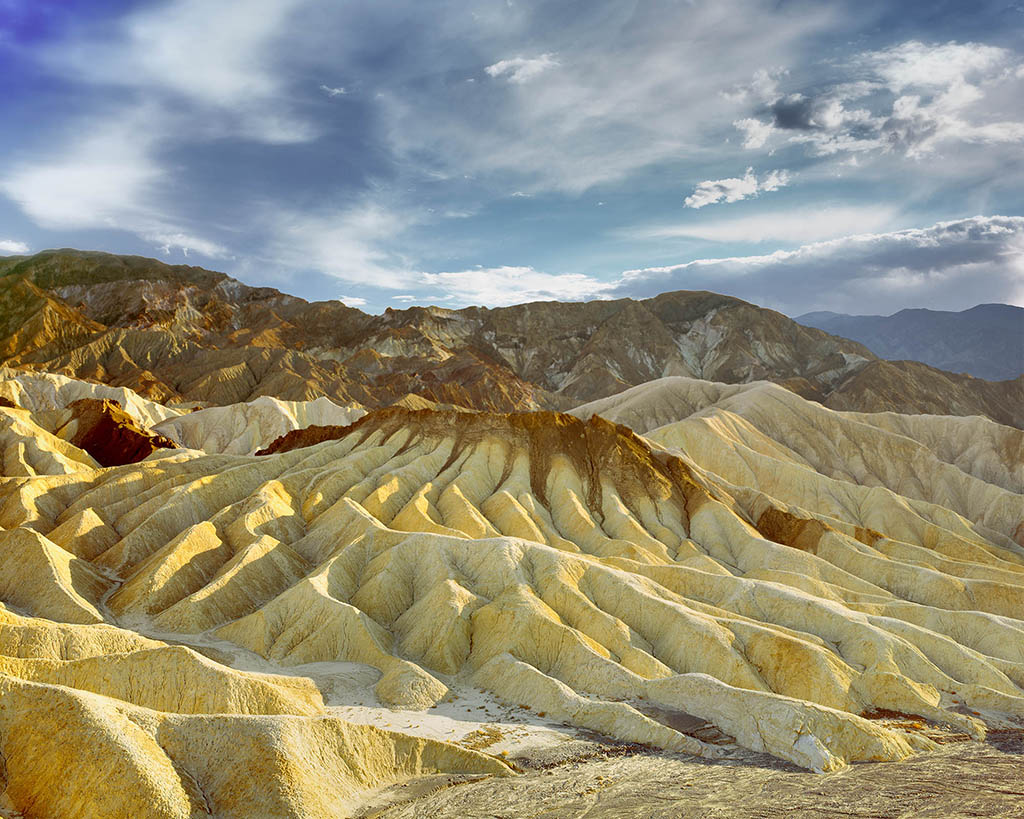
ガリ（アメリカ、デスヴァレー）

ガリは、軟質な堆積物の表面に形成されやすく、削られた壁面は溝に流れ込む水（落水）の浸食によって側方に広がり、溝の底面は流水により洗掘が進み、地形が発達する。風化の著しい岩盤や砕屑物粒子が固結していない地盤、火山砕屑物からなる地盤に見られる侵食が代表的である。
地図表記では、涸れ沢や沢状の崖、断続的な小崩壊跡を包括して表記されている。涸れ沢や土石流跡などとの明瞭な境界はなく、ガリー状地形として読み取り、必要に応じて適切な凡例が付記される。
用語としては主に地形を指すが、人工的な造成地の雨水による洗掘、道路土工における法面や路面の洗掘など用途は幅広く、流れを成因とするものである。そして、残されたガリ侵食の痕跡から多様な情報が得られる。地球科学として培われてきた解析技術は地球外にも適用されており、惑星の地表面にガリ形状の痕跡が認められれば、その侵食の成因を追跡することが可能となる。火星においては、探査機マーズ・パスファインダーの着陸地点付近で明瞭なガリ地形が発達しており、その流動形態から地形解析が行われている。
ガリーは次の3つの要素で構成される:156。
- 削剥の起点となっている窪地アルコーヴ（英語版）
- 切削された土砂などが運ばれるチャネル（channel）
- 運ばれた土砂が堆積したエプロン（apron）

## 特徴
火山の裾野や乾燥地帯に多く見られ、密度の高い枝状を形成することも多く、地域によって水系の発達に特徴がみられる。また、植生のない斜面や盛土した造成地には、ガリ侵食が発達しやすく土壌流出が問題にされている。
急峻な斜面において、直線状に細溝が複数形成され易く、複数の溝が集約して急峻な地形が形成され侵食が発達していく。緩やかな斜面では、複数の細溝はややうねりながら集約し、斜面勾配が小さいと水の流れが迷走するため、蛇行しながら発達する。軟質な地盤における流水は、下刻作用と側刻作用によってV字型の侵食谷を形成しやすい。